# ラブコメディ
ラブコメディは、コメディー風の青春恋愛ものの少年少女漫画やテレビドラマなどのこと。略称はラブコメ。

## 概要
作品のジャンルのひとつであり、恋愛を主題にしたコメディ（喜劇）要素を持つ明るい作風のストーリー作品の日本での総称。漫画、アニメ、小説、演劇、映画、ドラマなど多岐にわたる分野でラブコメディものがあり、ラブコメと略されて呼称されることが多い。日本のラブコメは若者のための若者が主人公の物語であり、例外はあるもののその傾向は否定できないものである。
和製英語として人口に膾炙している「ラブコメ」という言葉は、ロマンティック・コメディ (romantic comedy) に対応する日本語とされている。世界的にロマンティック・コメディの歴史は長くシェークスピア（1564年 - 1616年）の時代から存在しており、現代でも様々な創作物で物語がさかんに作られている定番ジャンルであるが、瀬川裕司によればロマンティックコメディ映画が「ロマンス映画とコメディ映画の共通集合」あるいは「ロマンスが重要な意味を持つ喜劇映画」であるに対し、日本のラブコメは「若者向けの、若者が主人公の物語」であるとして、別物であるとする。表智之によれば、ラブコメは「恋愛を主題としながらも、その語り口はコメディ混じりで軽いことを特徴」とし、「宙ぶらりんな状況が文字通り一種のサスペンス（=宙吊り）を生んで物語を盛り上げると同時に、いざ愛を告げて付き合い始めた後の諸々の困難を回避し続けることで、モラトリアムの甘い夢に読者をひたらせてくれる」ことに特徴があるとする。関係性に決着がつかず宙ぶらりんの状況であり続けるという定義は概ね認知されているものであり、ロマンティック・コメディとラブコメはまったく違うものであると玉井建也は述べる。
日本では主に漫画やアニメといった媒体で恋愛を主題にした作品が安定的に人気を得ており、1970年代から「ラブコメディ」「ラブコメ」という言葉が用いられるようになった。
日本でいうラブコメディはシチュエーション・コメディの要素を積極的に取り込み、現実にありそうな日常の設定の一部分を極端に逸脱した状況を仮想設定した上で、主人公と、恋仲になるヒロインとの恋愛関係に焦点をあて、毎回異なった状況下で周囲を巻き込んだ事件や混乱が繰り返されるドタバタ喜劇（スラップスティック・コメディ）的要素の強い作品が主流を占める。「コメディ」（喜劇）とあるように本来ラブコメディと称される作品はギャグ的要素の強いスラップスティックコメディやシチュエーションコメディをベースとする作品を指していたが、実際には様々な他のジャンルとかけ合わせられたり（#分類の曖昧性）、ギャグ・コメディ要素は薄くても明るくストーリー性ある青春活劇をベースとする作品まで、幅広く「ラブコメディ」と呼称される。
恋愛や明るさ・ハッピーエンドという要素を含んでいるという点では共通しており、少しでもこれらの要素が含まれていればラブコメディの範疇に含める場合もある。コメディ要素の強めなラブコメディには、パロディとの親和性も高いものもある。
男性作家、女性作家、男性向け、女性向けにより、視点や考え方の若干の違いこそあれど、基本的に男女どちらがどの作品を読んでも違和感を感じる程の齟齬はあまり見られない。この事から、ラブコメ消費層が憧れるシチュエーション、求める展開や結末に性別による大きな隔たりはないとの見方が出来る。

## 歴史
日本の少女漫画の世界では、1969年-1970年に原作が連載された『おくさまは18歳』が、ドタバタ喜劇的要素を伴った恋愛漫画として早い時期のもので、典型的なスタイルを生み出した作品とされる。
ただし「ラブコメディ」という和製英語が広まったのはもう少し後の話であり、1970年代の終わりから1980年代の前半に『週刊少年サンデー』の『うる星やつら』（1978年 - 1987年連載）、『少年ビッグコミック』の『みゆき』（1980年 - 1984年連載）といった高橋留美子、あだち充の作品群や、『週刊少年マガジン』の『翔んだカップル』（柳沢きみお、1978年 - 1981年連載）などの作品のヒットによって少年漫画の世界にも近似の手法が確立した時代に、「ラブコメ」という略称とともに広く一般に定着した。サンデー（小学館系列漫画雑誌）などは後述の『タッチ』などラブコメディ作品が多めで、「ラブコメ路線」とも呼ばれ、前述の『みゆき』は当時「衝撃度ナンバー1 ラブコメ」などと銘打たれるなど、実際に「ラブコメ」という言葉が誌面で使用されるようになった。
かつてのラブコメは、一組の男女にスポットを当ててその男女のストーリーを主軸にした作品が多かった。しかし2000年代以降になると、一人の男性(もしくは女性)が異性の集団の中に放り込まれる、いわゆる"ハーレムもの"と呼ばれる展開のラブコメ作品が増えてきている傾向がある。

## 分類の曖昧性
作品によっては、格闘・スポーツなどの他の要素が融合している場合もある。例として『うる星やつら』（SFとラブコメの融合）や、『タッチ』『YAWARA!』（スポーツとラブコメの融合）や、『らんま1/2』（格闘とラブコメの融合）がある（いずれも小学館系列連載）。また、他のテーマを主題とする作品や他ジャンル作品において、作品に明るい雰囲気を付けるためにラブコメ的要素を持ち込む場合もある。
笑えるコメディ要素は少なくても、明るく軽めなノリで、それほどシリアスではない作風の青春恋愛ものやお色気もの作品もラブコメディのジャンルに該当されることもある（『週刊少年ジャンプ』の『きまぐれオレンジ☆ロード』など）。一方、恋愛を主題としていても、コメディ要素が若干含まれている程度だったりそれがあまりに薄く、シリアスで重いストーリーだったりすると、基本的には恋愛漫画に分類され、ラブコメには分類されないこともあり、作品のジャンル分け自体が曖昧でもある。

## 何故か突然家に来るヒロイン
日下みどりは『翔んだカップル』『みゆき』『うる星やつら』『めぞん一刻』『電影少女』『ああっ女神さまっ』の著名なラブコメの共通点として「好きな女の子が突然家にやって来る」物語構造を指摘する。この他のラブコメでも、相手の女の子が同級生という設定が多く、『きまぐれオレンジ☆ロード』『かぼちゃワイン』『ナイン』『タッチ』などを例示し、これらについても「努力しないでも毎日会える関係」にあることを指摘し、ラブコメには「肝心の女の子を口説くやり方は出てこない」「楽しいつきあいだけを描いてゆく」、「彼女が突然家に来るのを待っている男の子と、白馬に乗った王子様がやって来るのを待っている女の子」の両者に出会いはなく、これが数少ない恋愛の学習メディアである少年漫画の恋愛観と少女漫画の恋愛観の構造となっていると指摘する。